# Markt Erlbach
Markt Erlbach település Németországban, azon belül Bajorországban. Lakosainak száma 5727 fő (2023. december 31.). Markt Erlbach Neuhof an der Zenn és Trautskirchen községekkel határos.

## Népesség
A település népessége az elmúlt években az alábbi módon változott:
| Lakosok száma | 1264 | 1774 | 3273 | 4269 | 5500 | 5564 | 5588 | 5688 | 5685 | 5727 |
|               | 1875 | 1950 | 1975 | 1987 | 2012 | 2014 | 2016 | 2017 | 2021 | 2023 |